# Wyvern Light Car

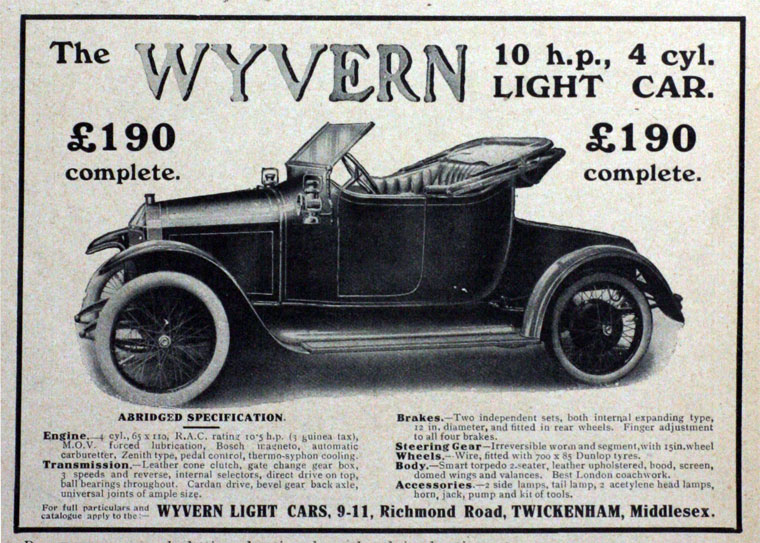
Wyvern Light Car-Anzeige von 1913 in der Ausgabe von Cyclecar und im Light Car Magazine

Die Wyvern Light Car Co.Ltd. war ein britischer Automobilhersteller, der von 1913 bis 1914 in Twickenham (Middlesex) ansässig war.
Gefertigt wurde ein Leichtfahrzeug, das von einem Vierzylinder-Reihenmotor von Chapuis-Dornier angetrieben wurde. Der Motor wird mit 10,5 hp angegeben.